# Fortuné Landry
Fortuné Landry (13 de abril de 1799- 30 de enero de 1895) fue un matemático francés, especializado en el trabajo con números primos.

## Semblanza
Landry trabajó en el mismo campo que Charles Henry (nieto del afamado Carl Friedrich Gauss) y que Édouard Lucas, ambos coetáneos suyos. Más concretamente, su principal interés fue la factorización de los números primos de la forma {\displaystyle 2^{n}+1} y de la forma {\displaystyle 2^{n}-1} (los de la segunda forma con frecuencia son denotados como {\displaystyle M_{n}} y son conocidos como números de Mersenne). Mejoró la prueba de primalidad del 31.er número de Mersenne ({\displaystyle M_{31}}), que Euler había publicado casi 100 años antes.
En 1867 sistematizó los problemas básicos a los que un matemático debe enfrentarse a la hora de demostrar la primalidad de un número. Entre ellos, el hecho de que a menos que la parte a la que se intenta demostrar que un número es primo conozca los métodos de comprobación de la primalidad y realice por sí misma los cálculos, la respuesta a la pregunta de si un número "es primo" es solo una cuestión de fe.
Entre 1867 y 1880, publicó varios artículos en los que factorizaba {\displaystyle {\mathfrak {F}}_{n}} y {\displaystyle M_{n}} para todos los {\displaystyle n} hasta {\displaystyle n=64} (con excepción de cuatro de ellos). Durante un tiempo tuvo el reconocimiento de ser la persona que había encontrado el mayor número primo conocido hasta la fecha (a saber el 2805980762433).